# Alexandra Tilley
Pour les articles homonymes, voir Tilley.
Alexandra Tilley est une skieuse alpine britannique, née le 5 octobre 1993.

## Biographie
Ses débuts officiels en compétition ont lieu en 2008 sur une course FIS.
Elle fait ses premiers pas en Coupe du monde en janvier 2013.
Aux Championnats du monde 2015, elle est 35e du slalom géant et 24e du slalom.
Elle marque ses premiers points en Coupe du monde en décembre 2015, lorsqu'elle termine 19e du slalom géant de Lïnz.
Aux Championnats du monde 2017, elle est 30e du slalom géant et 25e du slalom.
Son meilleur résultat individuel est une 13e place au slalom géant de Courchevel, le 19 décembre 2017.
Elle participe aux Jeux olympiques d'hiver de 2018, où elle ne finit aucune course.

## Palmarès

### Jeux olympiques
| Édition / Épreuve   | Slalom géant | Slalom  |
| ------------------- | ------------ | ------- |
| JO 2018 Pyeongchang | Abandon      | Abandon |

### Championnats du monde
| Épreuve / Édition | Beaver Creek 2015 | Saint-Moritz 2017 | Åre 2019 | Cortina 2021 |
| ----------------- | ----------------- | ----------------- | -------- | ------------ |
| Slalom géant      | 35e               | 30e               | Abandon  |              |
| Slalom            | 24e               | 25e               |          |              |
| Super G           |                   |                   |          | Abandon      |

### Coupe du monde
- Meilleur classement général : 79e en 2018 et 2020.
- Meilleur résultat : 13e.

#### Classements détaillés
| Année/Classement | Général | Général | Descente | Descente | Slalom | Slalom | Slalom géant | Slalom géant | Super G | Super G | Combiné | Combiné |
| Année/Classement | Class.  | Points  | Class.   | Points   | Class. | Points | Class.       | Points       | Class.  | Points  | Class.  | Points  |
| ---------------- | ------- | ------- | -------- | -------- | ------ | ------ | ------------ | ------------ | ------- | ------- | ------- | ------- |
| 2016             | 103e    | 12      | -        | -        | -      | -      | 44e          | 12           | -       | -       | -       | -       |
| 2017             | 87e     | 30      | -        | -        | 41e    | 20     | 42e          | 10           | -       | -       | -       | -       |
| 2018             | 79e     | 49      | -        | -        | 58e    | 1      | 28e          | 48           | -       | -       | -       | -       |
| 2019             | 96e     | 24      | -        | -        | -      | -      | 36e          | 24           | -       | -       | -       | -       |
| 2020             | 79e     | 39      | -        | -        | -      | -      | 29e          | 32           | 47e     | 7       | -       | -       |

### Coupe nord-américaine
- 5 victoires.

### Championnats de Grande-Bretagne
- 5 titres en 2012.